# Мязговский, Александр Иванович
Александр Иванович Мязговский (18 ноября 1857, Николаев, Николаевское и Севастопольское военное губернаторство — 15 июня 1919, Николаев) — русский морской офицер, вице-адмирал (1913), адмирал с выходом в отставку (1917). Начальник штаба Черноморского флота (1908—1909). Николаевский градоначальник (1909—1916). Казнён ВЧК. Единственный адмирал Российской республики (Временное правительство) и предпоследний перед Колчаком.

## Биография
Родился 18 ноября 1857 года в Николаеве. Старший сын подпоручика 4-го ластового экипажа Ивана Тимофеевича Мязговского и Анны Александровны, урождённой Якушевой. Закончил Морские юнкерские классы в Николаеве (с программой Морского училища), гардемарин (30.04.1877). Участник русско-турецкой войны 1877—1878 годов. Мичман (1878), лейтенант (14.04.1883).
Командир миноносца № 266 «Ялта» (1886—1888), командир миноносца «Батум» (1888—1890). 6 декабря 1895 года произведен в капитаны 2-го ранга. Командир транспорта «Гонец» (1897—1899). Командир транспорта «Псезуапе» (1899), командир минного крейсера «Гридень» (6.12.1899 — 1.01.1901), командир учебного судна «Прут» (с 1.01.1901), командир канонерской лодки «Донец» (1901), командир канонерской лодки «Черноморец» (6.12.1901-1903).
Капитан 1-го ранга (1905), командир эскадренного броненосца «Двенадцать Апостолов» (1905—1906), командир линейного корабля «Синоп» (9.10.1906-1908).
Начальник штаба Морских Сил Чёрного моря (1908—1909). 22 октября 1909 года произведен в контр-адмиралы. Николаевский градоначальник (22.10.1909-4.07.1916) и командир военного порта (1910—1915), вице-адмирал (1913). При его градоначальстве активно развивалась инфраструктура города, были построены новые судостроительные заводы, запущено движение трамвая и продолжалось городское строительство. Предотвратил аферу городских депутатов и Русско-Азиатского банка по закупке оборудования для нового электрического трамвая. Из его выступления перед николаевскими депутатами: «…Для меня Николаев всегда останется кораблем, где команда строптива и распущенна, где хозяйство построено ненадлежащим образом, а нижние офицерские чины лукавы и сребролюбивы… Повесить вас на рее, уважаемые гласные, я не могу, но и воровать сиротские деньги не позволю. Если возникнет надобность, будете все совещаться у меня на гауптвахте…». Проживал в Николаеве по улице Большая Морская № 63, угол Рождественской рядом с собором Рождества Богородицы.
Член Главного Военно-Морского Суда (4.07.1916-03.1917), был уволен в отставку Временным правительством (1917) с производством в адмиралы. Единственный адмирал Российской республики (Временное правительство) и предпоследний перед Колчаком (Белое движение).
Арестован и расстрелян Николаевской ЧК 15 июня 1919 года. Перезахоронен на городском кладбище 25 августа 1919 года. В советское время могила снесена.

## Награды
- Медаль «В память русско-турецкой войны 1877—1878», серебряная (1878),
- орден Св. Владимира 4-й степени с бантом (1903) , за 20 морских кампаний,
- орден Св. Владимира 3-й степени (1908),
- орден Св. Анны 1-й степени (1913),
- орден Св. Владимира 2-й степени (22.03.1915).

иностранные
- Орден Спасителя (рыцарь серебряного креста, Греция, 1908).
- Орден Звезды Румынии (командорский крест, 1908)

## Семья
- жена Зинаида Михайловна, в девичестве Прокофьева (1864, Николаев — 1941, Белград) дочь контр-адмирала.
- сын Евгений (1890-5.11.1914), лейтенант флота, погиб на линкоре «Евстафий» 5 ноября 1914 года в бою у мыса Сарыч с крейсером «Гебен»[6].
- дочь Мария (1894-23.11.1989, Тунис).
- сын Александр (1896-20.01.1941, Франция), подпоручик корпуса корабельных инженеров, служил во Вооруженных Силах Юга России[7].

Зинаида Михайловна с Александром и Марией эвакуировались из Одессы в 1920 году на пароходе «Баку», в эмиграции.